# Brandt Snedeker

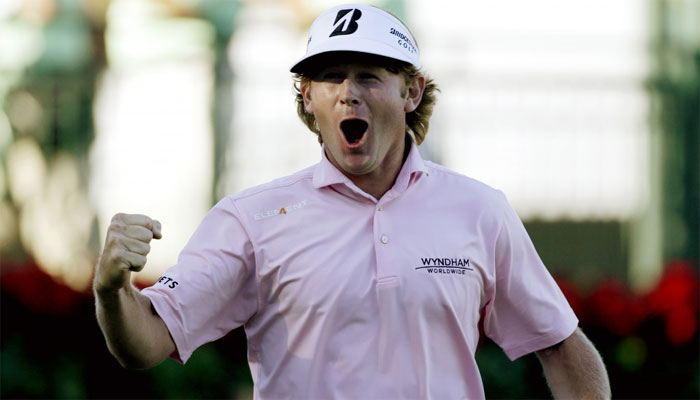
Brandt Snedeker in 2012

Brandt Snedeker (Nashville, Tennessee, 8 december 1980) is een professional golfer uit de Verenigde Staten. Hij werkt op de Sea Island Golf Club en speelt op de Amerikaanse PGA Tour.

## Amateur
Zijn grootmoeder was manager van een golfbaan en zo kwam Snedeker al vroeg in aanraking met de golfsport. Hij ging naar de Montgomery Bell Academy en vervolgde zijn studie aan de Vanderbilt University. Hij was lid van het Kappa Alpha Chi studentencorps. Hij won het US Amateur Public Links in 2003.

### Gewonnen
- 2003: US Amateur Public Links

## Professional
Snedeker werd in 2004 professional en speelde tot eind 2006 op de Nationwide Tour. In 2006 won hij twee toernooien waarna hij naar de PGA Tour promoveerde.
In 2007, zijn rookiejaar, kwam hij in de top-100 van de wereldranglijst. Na het winnen van het Wyndham Championship steeg hij zelfs naar de 55ste plaats. Hij verdiende hij meer dan US$ 1.000.000, zodat hij de Rookie of the Year werd.  
In 2008 werd hij 3de bij de Masters en 9de bij het US Open. Hij verdiende ruim US$ 1.500.000 en eindigde het seizoen op de 34ste plaats van de Amerikaanse rangorde. In 2009 had hij last van een gekneusde rib, waardoor een deel van zijn seizoen verloren ging. Hij eindigde 55ste op de rangorde. In 2010 werd hij 8ste in het US Open en eindigde hij als 48ste op de rangorde. 
In 2012 won hij 10 miljoen dollar dankzij zijn zege in de FedEx Cup; hij won het afsluitende toernooi daarvan, The Tour Championship. Hij deed dat jaar voor het eerst mee in de Ryder Cup.

### Gewonnen

#### Nationwide Tour
- 2006: Scholarship America Showdown, Permian Basin Charity Golf Classic

#### PGA Tour
- 2007: Wyndham Championship
- 2011: The Heritage
- 2012: Farmers Insurance Open, The Tour Championship en FedEx Cup
- 2013: AT&T Pebble Beach National Pro-Am en RBC Canadian Open